# Oxirrinco
Oxirrinco es el nombre helenizado de Per-Medyed, antigua ciudad localizada en el XIX nomo del Alto Egipto, la actual El-Bahnasa (provincia de Minia), que se encuentra unos 160 km al sudoeste de El Cairo (Egipto), en la margen izquierda del Bahr-Yusef, el "Canal de José". 
Su nombre egipcio es Per-Medyed; en griego se la conoce como Oxirrinco (Ὀξύρυγχος); y en árabe como El-Bahnasa.

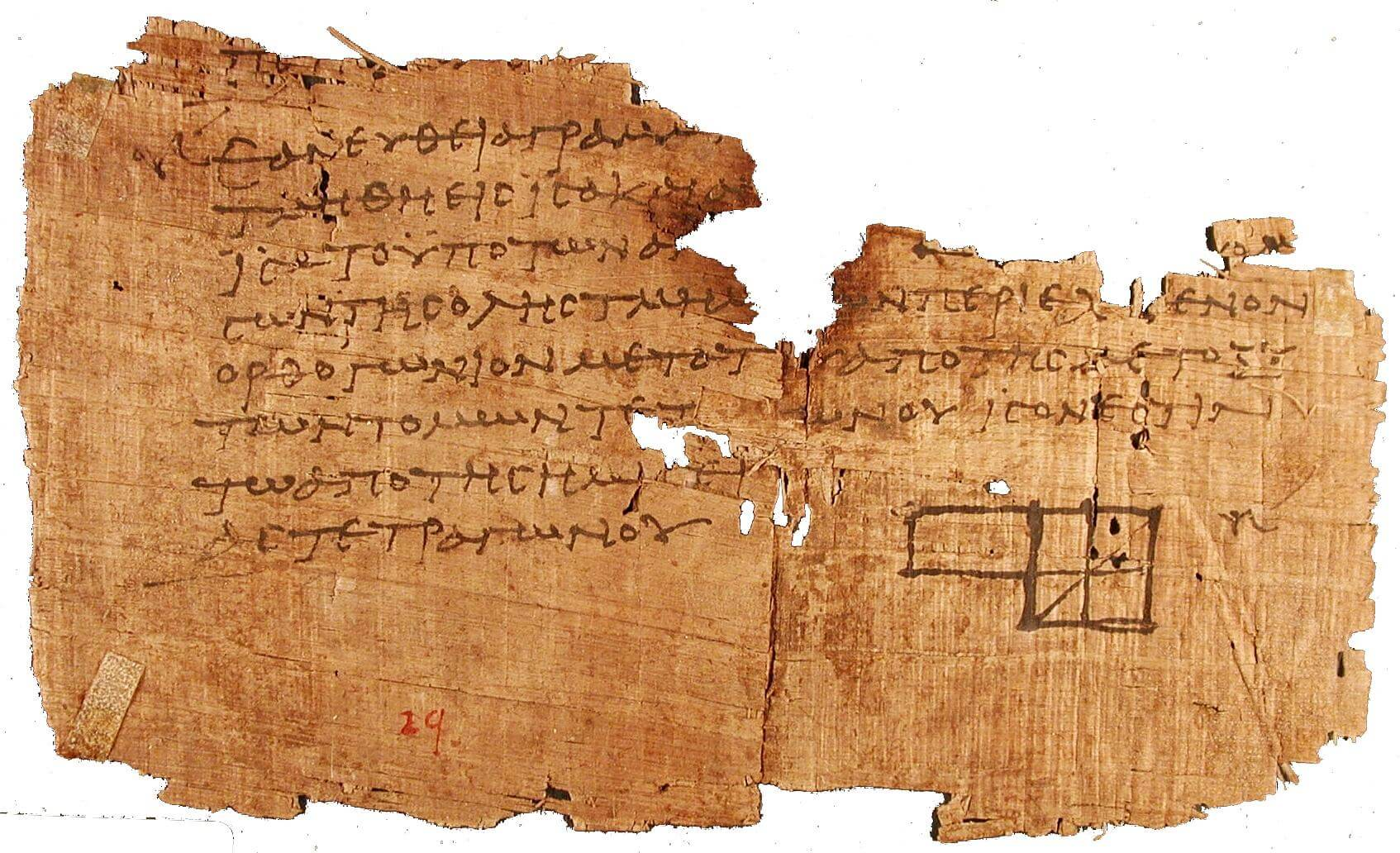
Fragmento de los Elementos de Euclides, escrito en papiro, hallado en el yacimiento de Oxirrinco (Oxyrhynchus).

En la zona se encuentra un importante yacimiento arqueológico, identificado inicialmente por Vivant Denon, uno de los estudiosos que acompañaron a Napoleón durante su expedición militar y científica a Egipto (1799-1802).

## Historia
En la época helenística era un próspera capital regional, la tercera ciudad más grande de Egipto. Después de que Egipto fuese cristianizado, llegó a ser famosa por sus numerosas iglesias y monasterios. La ciudad seguía siendo prominente en los períodos romano y bizantino, aunque declinó gradualmente. Después de la invasión árabe de Egipto, en 641, la ciudad fue abandonada debido a la falta de cuidados del canal del que dependía.

## El yacimiento arqueológico

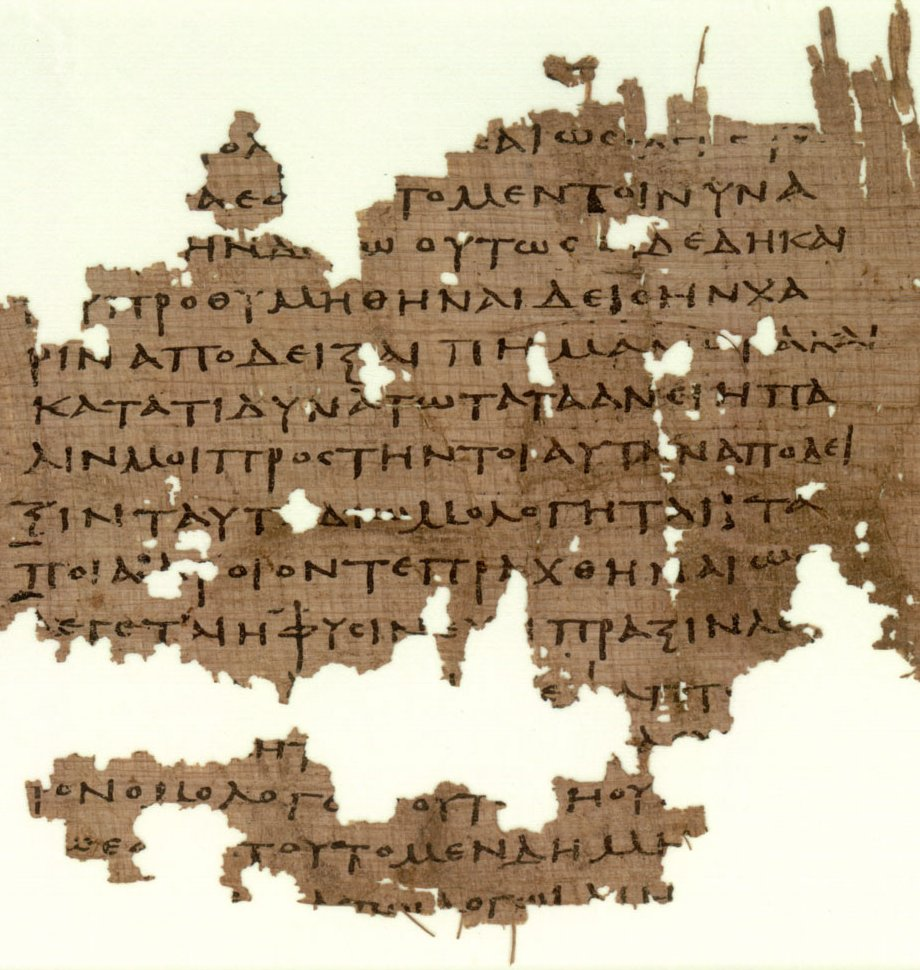
Fragmento de "La República" de Platón; papiro hallado en Oxirrinco, Egipto.

Vivant Denon publicó dibujos de las ruinas, destacando la vista de una columna honorífica (Denon, 1802); el yacimiento no volvió a ser explorado hasta 1897, cuando S. P. Grenfell y S. Hunt iniciaron una campaña de excavaciones a la búsqueda de papiros, que hallados por miles (la mayoría escritos en griego) fueron llevados a Inglaterra, siendo publicados como los Oxyrhynchus Papyri. 
El yacimiento fue excavado en los años veinte por Flinders Petrie, localizando el teatro y algunas tumbas; documentó una columnata y una columna honorífica con una dedicatoria al emperador bizantino Focas. También trazó el plano de situación del yacimiento.
La destrucción del yacimiento de Oxirrinco se aceleraba: las piedras extraídas eran troceadas y convertidas en cal; y los papiros y otros objetos artísticos y de valor arqueológico eran vendidos en el mercado de antigüedades (Petrie, 1925).
En los años treinta, Evaristo Breccia realizó nuevas excavaciones para el Museo de Alejandría. 
Luego de esto, el yacimiento arqueológico quedó prácticamente abandonado, y durante años sólo hubo noticias de hallazgos efectuados por expoliadores clandestinos.
En 1992 el Servicio de Antigüedades de Egipto y la Universidad de Barcelona acordaron colaborar para realizar trabajos arqueológicos en Oxirrinco, siendo dirigidos por Josep Padró, ejerciendo de codirector Mahmud Hamza. Actualmente las excavaciones están dirigidas por Esther Pons y Maite Mascort desde 2019.

## La misión arqueológica española en Oxirrinco
En 1992, con motivo del hallazgo de una importante necrópolis que va del período saíta a la época cristiana (664 a. C. - 640 d. C.) se inició una actuación conjunta de la Universidad de Barcelona y el Servicio de Antigüedades de Egipto con el objetivo de iniciar un programa de investigación: La Misión Arqueológica de Oxirrinco. En 2004 se firmó el primer contrato programa para potenciar la Misión entre la Universidad de Barcelona, la Universidad Rovira i Virgili de Tarragona y el Instituto Catalán de Arqueología Clásica, impulsores de la Misión juntamente con el Departamento de Cultura y Medios de Comunicación de la Generalidad de Cataluña, aunque desde 2011 tan solo está financiada por la Universidad de Barcelona, el Ministerio español y la Sociedad Catalana de Egiptología.
El objetivo de la Misión es dar continuidad a los estudios histórico-arqueológicos de expediciones anteriores y a la vez promover la investigación en Oxirrinco, conservar las estructuras descubiertas y potenciar la museización del yacimiento. Además de la publicación de diversos artículos en revistas especializadas, las excavaciones realizadas por la Misión han dado como fruto una muestra, presentada en el Museo Egipcio de El Cairo y en el Museo Greco-romano de Alejandría, de las pinturas de la antigüedad tardía de la necrópolis alta y de diferentes objetos pertenecientes a un Osireion situado a 1,5 km al noroeste del recinto urbano; así como diversas publicaciones del Instituto Catalán de Arqueología Clásica.

## El pez oxirrinco
Según la tradición egipcia el pez oxirrinco estaba relacionado con esta ciudad. En El Fayum era considerado un animal sagrado. Se creía que había surgido de las heridas de Osiris. Según la teología heliopolitana fue el pez oxirrinco quien se comió el falo de Osiris, después de ser desmembrado por su hermano Seth. Así, en época grecorromana, por deferencia al dios, no se debía consumir pescado. Se le representaba con un tocado de cuernos bovinos, disco solar y uraeus.

## Documentación
- Padró, Josep: Excavaciones en Oxirrinco (Director de la Misión mixta hispano-egipcia en Oxirrinco).
- Mascort, Maite (2018). L’Osireion d’Oxirrinc (El Bahnasa, Egipte). Estudi arqueològic i dels rituals del culte a Osiris entre els segles VII aC i II dC. Universidad de Barcelona
- Rodríguez, Nuria (2008). Sacerdoci, litúrgia i rituals religiosos en les etapes de transició de l’època faraònica a l’època hel•lenística. Universidad de Barcelona. ISBN 978-84-691-4025-3.
- Castellano, Nuria (2006). Arquitectura funerària al període Saïta, L'. Universidad de Barcelona. ISBN 978-84-689-9078-7.
- Lérida, Roberto (2006). Helénicas de Oxirrinco: Texto y Traducción. Estado de la Cuestión. Comentario Histórico. Universidad de Zaragoza. ISBN 978-84-7733-898-7.
- Petrie, Flinders (1922). Tombs of the Courtiers and Oxyrhynkhos. British school of archaeology in Egypt. ISBN.